# Ништа али логопеди
Ништа али логопеди су били експериментални панк/рок/фолк бенд из Шапца.

## Историјат
Састав је настао крајем 1992. године, прерастањем бенда „Бунт“ у коме је била већина оригиналних чланова бенда, у пројекат сасвим другачије форме, а покренули су га Миодраг Јовановић Мишко (вокал), Аца Цвејић Цвеја (бас), Драгољуб Марковић Блек (клавијатуре), Игор Ђорић Ђора (гитара), Александар Стојановић Џоја (бубањ) и Дарко Вељић (хармоника). Својом необичном музичком концепцијом у којој је доминирала народњачка хармоника и иронични текстови брзо су скренули пажњу на себе. Након две године Александар Стојановић, Игор Ђорић и Аца Цвејић напуштају бенд, а у њега долазе Дејан Стојановић Крока (бубањ), Милан Катанић Скенер (гитара) и Александар Станојевић (бас). Наступом на Гитаријади у Зајечару 1994. године обезбедили су ширу медијску промоцију, а освојили су и награду публике.
На деби касети "Ad hoc Klića" снимили су разнородне песме "Pigs From Space", "Jarmush Jim Rap", „Јањине јањине“, "Stao sam na stone called crazy", бавећи се у текстовима свадбама, свињетином, цитатима из школске лектире и стиховима на енглеском за почетнике.
На свакој касети уписивали су уникатне поруке које су разврставали по тематским блоковима: прехрамбени, српски, национални, информативни, шаљиви, цртачки. На једној од касета пише: 'Овде смо имали - 2 пута 10 са луком, пола киле белог и киселе и 2 шопске (Bono Vox)". 
На концертној касети „Гроовање“ (Време забаве 1995) заступљени су песмом „Јањине“ снимљеном на њиховом наступу у Дому омладине.
Маја 1996. године са саставима Сварог, Гоблини и Love Hunters свирали су на краћој турнеји по Словенији, али су наступали без хармоникаша, што им је умањило сценску убедљивост.

## Након Ништа али логопеда
Први гитариста бенда Ђора данас свира у шабачком панк бенду Скепса као соло гитара, Милан Мики Катанић Скенер други гитариста бенда наставља са свирањем такође у једном од шабачких бендова званом Пси Бокс (Psy Box) па затим у саставу Мун (Moon), док је некадашњи певач Миодраг Јовановић Мишко универзитетски професор који предаје на Правном факултету Универзитета у Београду.Басиста, Александар Станојевић се преселио у САД и тамо срећно живи и ради. Клавијатуриста Драгољуб Марковић је наставио своју музичку каријеру, прво у бенду Блок Аут (Block Out) са Николом Врањковићем, а после као успешан продуцент, сниматељ и верни пратилац Дејана Петровића и његовог бенда. Хармоникаш, Дарко Вељић наставља своју музичку каријеру у Београдском саставу Vrooom још неколико година, a од 2005. године предаје економску групу предмета и рачунарство и информатику у шабачкој Економској школи "Стана Милановић".
Бенд се поново окупио 2016. године и наступао 29. децембра у београдском Дому омладине као део концерта Николе Врањковића.

## Дискографија
- 1994. —
- 1998. — Васпостављање